# Władimir Maruszewski
Władimir Władimirowicz Maruszewski (ros. Владимир Владимирович Марушевский; ur. 12 lipca 1874 w Zagrzebiu, zm. 1952) – rosyjski wojskowy, generał porucznik (1919) Armii Imperium Rosyjskiego.
Dowodził 3 Brygadą Specjalną we Francji 1916–1917, od września 1917 pełniący obowiązki szefa Sztabu Generalnego. Brał udział w działaniach Białych na północy. Generał gubernator i dowódca wojsk Obwodu Północnego w latach 1918-1919. Od 1919 na emigracji. 